# Inferno (film 2016)
Inferno – amerykański dramat kryminalny z 2016 na podstawie powieści pod tym samym tytułem autorstwa Dana Browna, w reżyserii Rona Howarda. Kontynuacja filmów Kod da Vinci z 2006 i Anioły i demony z 2009.
Zdjęcia kręcono we Florencji i Wenecji (Włochy), Stambule (Turcja), oraz w Budapeszcie (Węgry).
Film był kręcony od 27 kwietnia do 21 lipca 2015 roku
Światowa premiera odbyła się 12 października 2016 roku.

## Fabuła
Światowej sławy profesor w dziedzinie symboliki Robert Langdon (Tom Hanks) budzi się we florenckim szpitalu i za sprawą tajemniczego przedmiotu, znalezionego w marynarce  staje się celem obławy. Ucieka z pomocą doktor Sienny Brooks (Felicity Jones). Razem podążają śladem wskazówek zawartych w poemacie Dantego. Rozwiązanie zagadki ma swój finał w Zatopionej Cysternie.

## Obsada
- Tom Hanks jako Robert Langdon[4]
- Felicity Jones jako doktor Sienna Brooks[4]
- Irrfan Khan jako Harry Sims[4]
- Omar Sy jako Christoph Bouchard[4]
- Ben Foster jako Bertrand Zobrist[4]
- Sidse Babett Knudsen jako Elizabeth Sinskey[4]
- Ana Ularu jako Vayentha[4]
- Jon Donahue jako Richard[4]

i inni